# Borghetto di Borbera

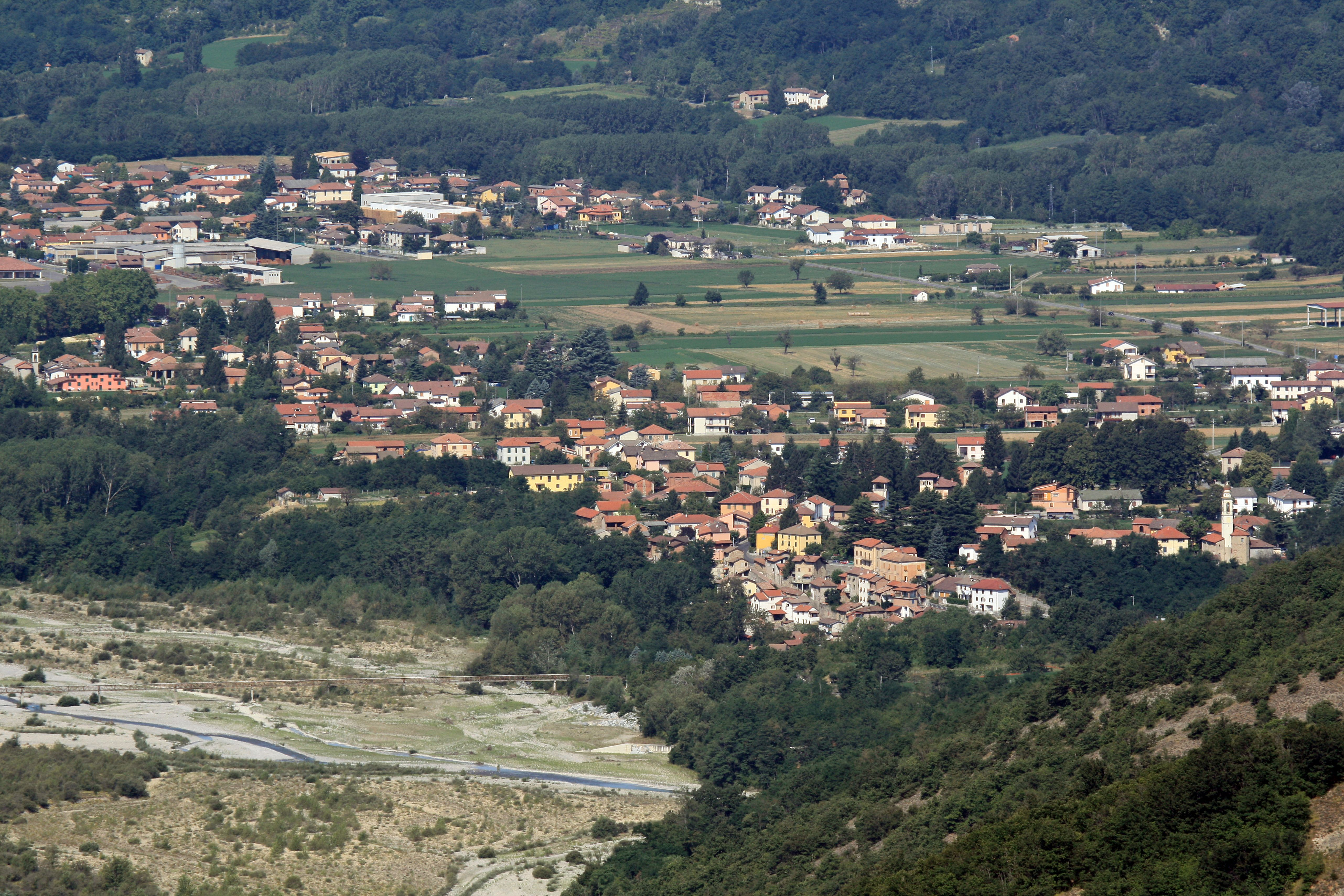
Borghetto di Borbera

Borghetto di Borbera là một đô thị ở tỉnh Alessandria trong vùng Piedmont của Italia, có vị trí cách khoảng 110 km về phía đông nam của Torino và khoảng 35 km về phía đông nam của Alessandria. Tại thời điểm ngày 31 tháng 12 năm 2004, đô thị này có dân số 1.993 người và diện tích là 39,6 km².
Đô thị Borghetto di Borbera có các frazioni (các đơn vị cấp dưới, chủ yếu là các làng) Cerreto Ratti, Castel Ratti, Molo Borbera, Monteggio, Persi, và Sorli.
Borghetto di Borbera giáp các đô thị: Cantalupo Ligure, Dernice, Garbagna, Grondona, Roccaforte Ligure, Sardigliano, Stazzano, và Vignole Borbera.